# Enfants jouant aux billes
Enfants jouant aux billes è un cortometraggio muto del 1896 dei fratelli Auguste e Louis Lumière.
Brevi filmati semi-documentari come questo, che ritraevano gruppi di bambini, furono molto popolari agli inizi del cinema. I bambini (i cui nomi non sono accreditati) interpretano se stessi con molta naturalezza.

## Trama
Il film mostra alcuni ragazzi che giocano con le biglie, sotto gli occhi interessati di un folto gruppo di bambini e bambine.

## Produzione
Il film fu prodotto da Auguste e Louis Lumière.

## Distribuzione
Distribuito da Auguste e Louis Lumière, il film uscì in Francia il 4 ottobre 1896.